# Formiato

Estrutura do formiato.

Formiato, formato ou metanoato é o sal ou éster do ácido fórmico (ácido metanóico) ou ânion dele derivado: CHOO− ou HCOO− (ácido fórmico menos um íon hidrogênio). É o mais simples ânion carboxilíco.

## Exemplos
- Formiato de etila, CH3CH2(HCOO)
- Formiato de sódio, Na(HCOO)
- Formiato de césio, Cs(HCOO)
- Formiato de metila, CH3(HCOO)
- cloroformiato de metila, CH3OCOCl
- ortoformiato de trietila, C4H10O3